# Francisco Ramiro de Assis Coelho
Francisco Ramiro de Assis Coelho foi um político brasileiro.
Foi ministro da Justiça na regência de Pedro de Araújo Lima, de 1 de setembro de 1839 a 18 de maio de 1840, e ministro interino dos Negócios do Império.